# Щава (гміна Щава)
Щава (пол. Szczawa) — село в Польщі, у гміні Щава Лімановського повіту Малопольського воєводства.
Населення — 1974 особи (2011).
У 1975—1998 роках село належало до Новосондецького воєводства.

## Географія
Селом протікає річка Камениця, у яку впадає річка Щава.

## Демографія
Демографічна структура станом на 31 березня 2011 року:
|          | Загалом | Допрацездатний вік | Працездатний вік | Постпрацездатний вік |
| -------- | ------- | ------------------ | ---------------- | -------------------- |
| Чоловіки | 1021    | 251                | 677              | 93                   |
| Жінки    | 953     | 229                | 541              | 183                  |
| Разом    | 1974    | 480                | 1218             | 276                  |